# پروتیین وی

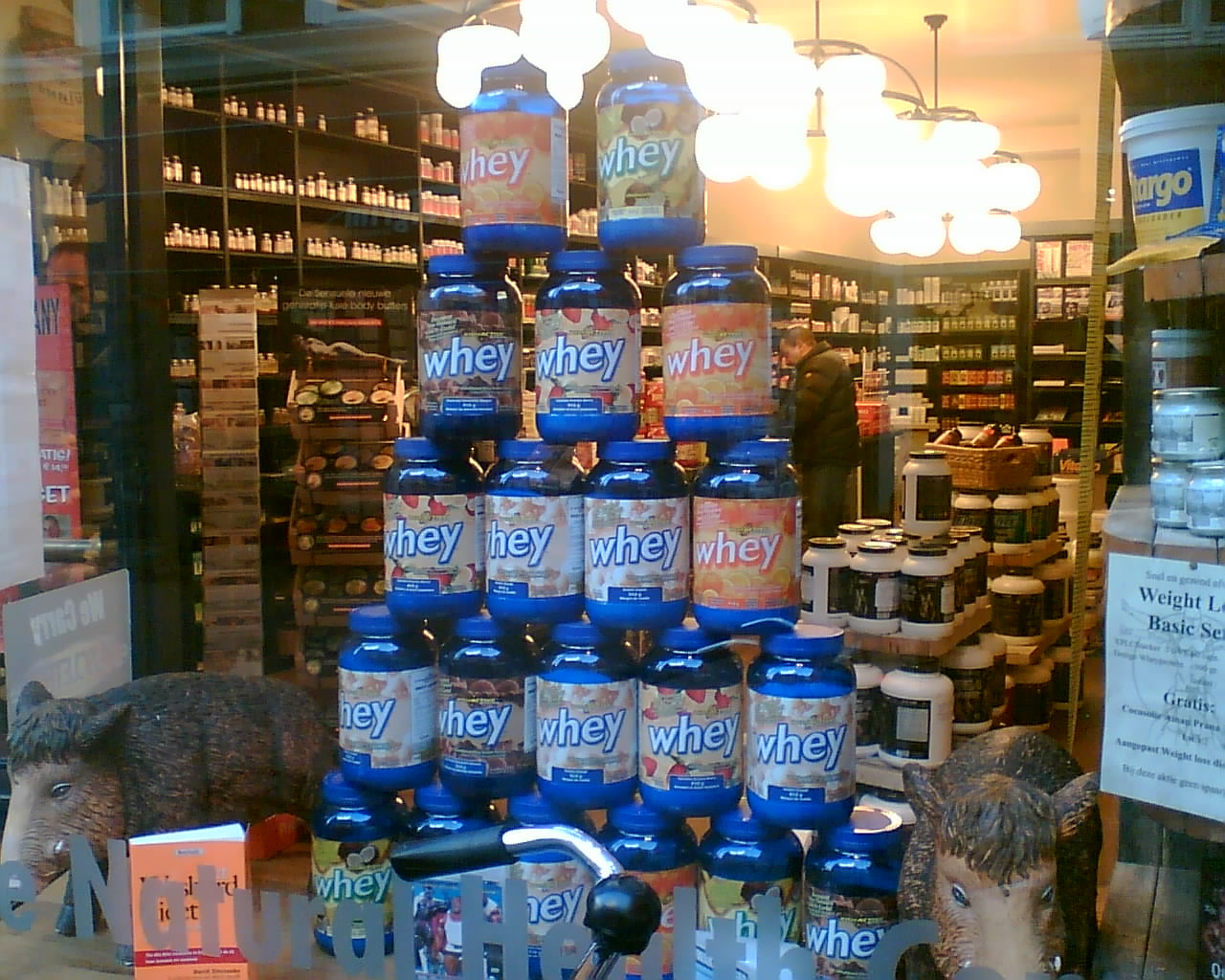
ظروف حاوی پروتیئن وی که در مغازه ای به فروش می‌رسند.

پروتئین وی (به انگلیسی: Whey Protein) ترکیبی از پروتئین‌های جدا شده از آب پنیر بوده که عمدتاً به عنوان مکمل ورزشی و رژیم غذایی استفاده می گردد. این مخلوط شامل پروتئین هایی همچون آلفا-لاکتالبومین، بتا-لاکتوگلوبولین، سرم آلبومین و ایمونوگلوبولین ها است. ادعاهای تغذیه ای بسیاری در مورد آن مطرح شده‌است. نتایج تحقیق معتبر منتشر شده در سال ۲۰۱۰ به این نتیجه رسید که اسناد ارائه شده به اندازه کافی از ادعاهای پیشنهادی پشتیبانی نمی‌کنند. بسته به روند خالص سازی ممکن است در محصول نهایی وی ترکیباتی مانند لاکتوز و کازئین کامل جدا نشده و باقی بمانند که می تواند باعث بروز عوارض گوارشی در برخی افراد گردد.
مکمل پروتئین وی محبوب‌ترین مکمل پروتئین در بین ورزشکاران است چرا که تاثیر آن بر رشد عضلات و کاهش چربی بدن اثبات شده است. همچنین پروتئین وی سریع‌تر از پروتئین‌های دیگر هضم و جذب می‌شود و این ویژگی آن را به یک گزینه ایده‌آل برای مصرف بلافاصله قبل یا بعد از ورزش تبدیل می‌کند.

## تولید پروتئین وِی
این ماده حاصل از ته‌مانده شیر جامد شده در فرایند تولید پنیر استزمانی که PH این محلول به ۴٫۶ رسیده‌است. گرمای زیاد (مانند دمای پایدار بالای ۷۲ درجه سلسیوس همراه با فرایند پاستوریزاسیون) می‌تواند پروتئین موجود در آب پنیر را تخریب کند.

## ترکیب
پروتئین موجود در شیر گاو ۲۰٪ وِی و ۸۰٪ کازئین است. پروتئین در شیر انسان ۶۰٪ وِی و ۴۰٪ کازئین است. ۱۰٪ از کل مواد جامد موجود در آب پنیر پروتئین می‌باشد. این پروتئین معمولاً ترکیبی از بتا لاکتوگلوبولین (~ ۶۵٪)، آلفا لاکتبالومین (~ ۲۵٪)، آلبومین سرم گاو (~ ۸٪) (همچنین آلبومین سرم) و ایمونوگلوبولین‌ها است. اینها مستقل از مقدار pH در حالت معمولی خود محلول هستند.

## اَشکال عمده و موارد استفاده
- کنسانتره: معمولاً میزان کمتر اما همچنان چشم‌گیری از چربی و کلسترول را دارد و در مقایسه با سایر وِی پروتئین‌ها از کربوهیدارت بیشتری هم بهره می‌برد.
- ایزوله: نوع فرآوری شده که چربی و لاکتوز آن تا حدود زیادی حذف شده و نود درصد از وزن آن را پروتئین خالص تشکیل می‌دهد. مانند نوع کنسانتره. مزه شیر در آن تا حدودی احساس می‌شود.
- هیدرولیز: نوعی از وِی پروتیین است که پیش-هضم شده‌است؛ هدف آن هضم و جذب سریعتر در بدن است اما معمولاً قیمت آن بیشتر از سایر پروتئین هاست. معمولاً هم حساسیت آلرژیک کمتری در افراد حساس ایجاد می‌کند.[۹]
- بومی: این نوع مستقیماً از شیر و نه از ته‌مانده فرایند پنیرسازی استخراج می‌شود که خود در دو نوع کنسانتره و ایزوله عرضه می‌شود.[۱۰][۱۱][۱۲]
- رژیمی یا دایت: این نوع از پروتئین وی با میکرو فیلتراسیون تصفیه شده و شامل کربوهیدرات و چربی کمتری است، که در رژیم های کاهش وزن کاربرد دارد.

همان‌طور که در بالا اشاره شد این پروتیین به عنوان مکمل رژیم غذایی استفاده می‌شود و معمولاً در ترکیب با یک نوشیدنی (مثل آب یا شیر و …) مصرف می‌شود.

## تأثیر بر روی سلامتی
در سال ۲۰۱۰ ارگان سلامت غذایی اروپا ادعاهای موجود برای پروتیین وی را آزمایش کرد که البته به هیچ منبعی در آن اشاره نشده بود و البته نتیجه متضاد موارد زیر هم گزارش نشده بود:
- افزایش حالت سیری که منجر به کاهش نیاز به انرژی دریافتی می‌شود
- کمک به دستیابی به وزن نرمال
- رشد یا حفظ توده عضلانی
- افزایش توده بدون چربی بدن در طول محدودیت دریافت انرژی و تمرینات مقاومتی
- کاهش توده چربی بدن در طول محدودیت دریافت انرژی و تمرینات مقاومتی
- افزایش قدرت عضلانی
- بهبود آسیب بافت اسکلتی
- ریکاوری سریع تر و بهتر

این مؤسسه در سال ۲۰۱۰ و در خاتمه مطلب خود اشاره کرده هنوز به چگونگی ارتباط بین مصرف پروتئین وِی و ادعاهای مطرح شده در بالا دست نیافته‌است.

## عوارض
در برابر فواید بیشماری که برای مصرف اشکال مختلف پروتئین وی نام برده شده است به عوارضی نیز اشاره شده است. این عوارض ممکن است بواسطه مصرف محصولات تقلبی یا بی کیفیت یا مصرف بی ضابطه و بیش از اندازه در افراد بروز نماید. همچنین مصرف این محصول برای افراد با بیماری‌های زمینه‌ای ممکن است با عوارض و تداخلاتی همراه باشد. 
عوارض کوتاه مدت ممکن است شامل خستگی، ضعف، افزایش چربی، نفخ، گاز معده، یبوست، مشکلات گوارشی، خس خس سینه، تورم گلو یا دهان و حالت تهوع باشد.
عوارض بلند مدت ممکن است بصورت تشکیل سنگ کلیه، ریتم غیر طبیعی قلب، ایست قلبی، بدتر شدن مشکلات کبدی و پوکی استخوان باشد.
مصرف بیش از اندازه این محصول می‌تواند عوارض زیر را همراه داشته باشد
- افزایش جوش و آکنه به دلیل باز شدن منافذ پوست صورت و بدن

- ایجاد مشکلات کلیوی به دلیل افزایش اوره در بدن، افزایش حجم ادرار، افزایش دفع کلسیم، تولید سنگ کلیه[۱۵] و کاهش سطح PH در ادرار

- در افرادی که رژیم غذایی کم کربوهیدرات و با پروتئین بالا دارند همزمان با استفاده بیش از اندازه این محصول سبب افزایش کتون در بدن می‌شود. افزایش کتون سبب ایجاد کتوز می‌شود که به مرور زمان با فشار بر کبد سبب آسیب به آن  می‌شود. این عارضه بخصوص در افراد کم ‌تحرک ببیشتر بروز می‌نماید.

- مشکلات روده و معده به دلیل کاهش باکتری‌های خوب روده و بروز علائم ناراحت‌کننده مانند نفخ، یبوست، درد معده، گاز معده و غیره
- تشدید علائم در بیماران مبتلا به نقرس
- ایست قلبی، فشار خون بالا، تپش قلب غیرطبیعی و از دست دادن کامل عملکرد قلب در افراد مبتلا به بیماری قلبی
- مصرف بیش از اندازه این محصول در دراز مدت با بر هم زدن تعادل میان مواد معدنی در بدن سبب توسعه و تشدید علائم پوکی استخوان در فرد می‌شود.

### تداخلات دارویی
این محصول ممکن است با داروهای مربوط به پارکینسون، پوکی استخوان، ضد پلاکت، ضد انعقاد، داروهای ضد التهابی غیر استروئیدی تداخل داشته باشد.